# 国立台中科技大学
国立台中科技大学（こくりつたいちゅうかぎだいがく、繁: 國立臺中科技大學、英: National Taichung University of Science and Technology）は中華民国（台湾）台中市の科技大学。1919年創立、2011年大学設置。

## 概観

### 大学全体
台中科技大学の前身は「国立台中技術学院」と「国立台中護理専科学校」である。2011年に大学に昇格し、現在の校名となった。現在では6つの学部、25の学科、14の大学院研究科を擁する科技大学となっている。

### 建学の精神
台中科技大学の建学の精神は「遠大密微」である。

## 歴史

### 国立台中技術学院の沿革
1919年6月1日に「台湾総督府台中商業学校」として開校。1921年5月1日に「台中州立台中商業学校」と改称。1945年10月25日に「台湾省立台中商業職業学校」と改称。1949年8月に「台湾省立台中補習学校」を統合し「附設商業職業補習学校」と改編。1956年5月に南投県草屯鎮に「台湾省立台中商業職業学校草屯分校」を設置され。1959年に草屯分校が独立して「台湾省立草屯商業職業学校」となった。
1963年8月1日に学校が昇格し、「台湾省立台中商業専科学校」と改称され。1968年に夜間部2年制専門課程、2年制実用技芸部を設置され。1971年8月1日に放送高商補校を設置され。1973年に2年制実用技芸部の生徒募集を停止。1976年に放送高商補校の生徒募集を停止。1982年7月1日に「国立」に移管し、「国立台中商業専科学校」と改称され。1999年7月1日に「国立台中技術学院」へと昇格した、2003年7月1日に大学院研究科を設置され。2011年12月1日に「国立台中護理専科学校」と合併し「国立台中科技大学」として開校。

### 国立台中護理専科学校の沿革

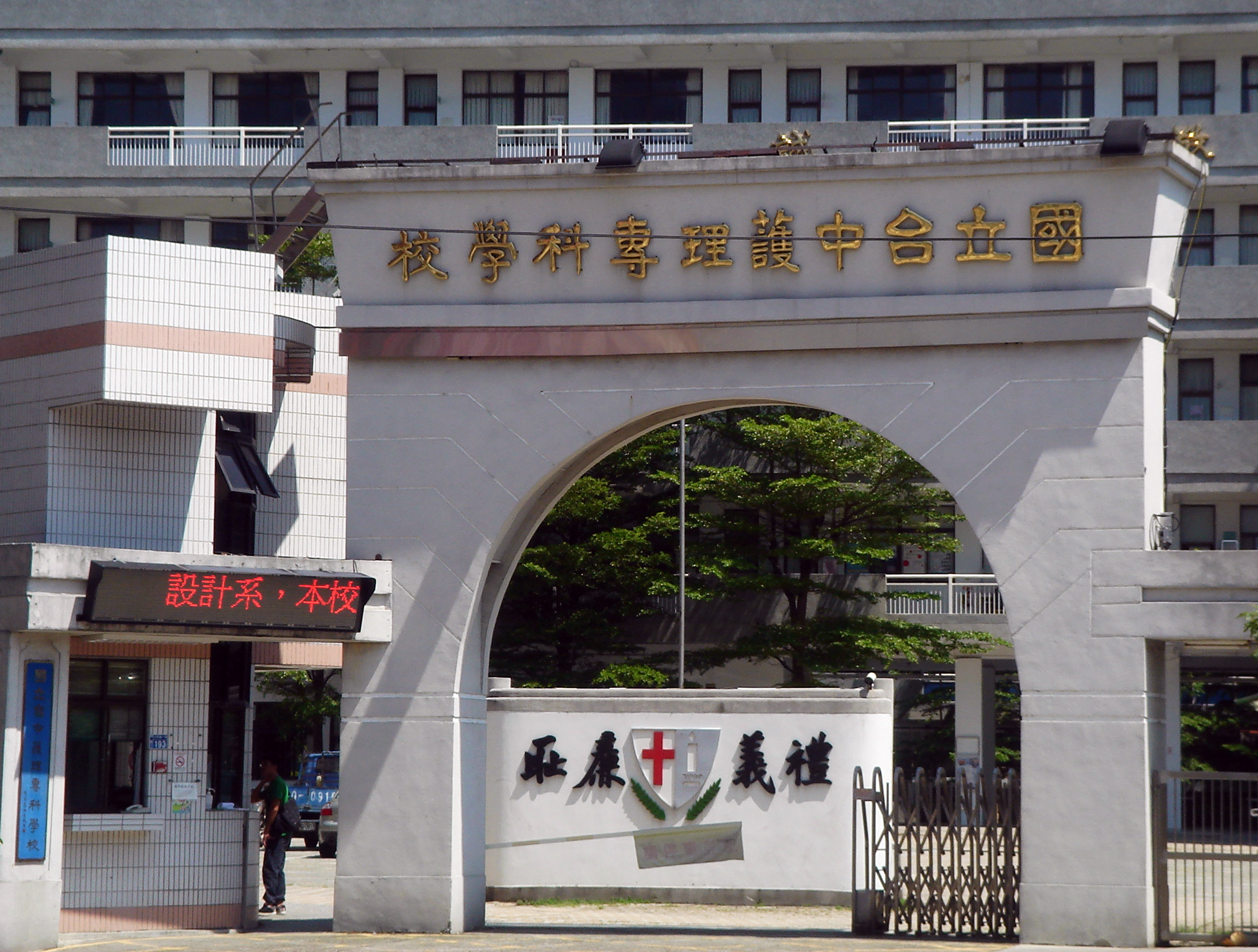
国立台中護理専科学校

1955年8月に「台湾省立台中高級護理職業学校」として開校、3年制の看護科の生徒を募集した。1956年に「台湾省立台中高級護理助産職業学校」と改称、助産科を設置された。1962年に3年制の看護科は4年制の看護助産合訓科を改制された。1990年に看護助産合訓科は3年制の看護科を改制された。1997年に現所在地のキャンパスを施工した。2000年2月1日に「国立」に移管し、「国立台中高級護理助産職業学校」と改称された。2000年8月1日に「国立台中護理専科学校」と改称され。2007年8月に美容科を設置された。2009年に老人服務事業管理科を設置された。2011年12月1日に「国立台中技術学院」と合併し「国立台中科技大学」として開校。

### 国立台中科技大学の沿革
- 2011年12月1日 - 国立台中技術学院（1919年設立）と国立台中護理専科学校（1955年設立）を統合し開校。ビジネス学部、情報と流通管理学部、デザインと言語学部、中護健康学部を設置された。
- 2012年 - デザインと言語学部が分離された、デザイン学部、言語学部を設置された。情報と流通管理学部が情報と流通学部と改称された。
- 2019年 - 知能產業学部を設置された。

## 基礎データ

### 所在地
- 三民キャンパス（台中市北区三民路三段129）
- 民生キャンパス（台中市西区三民路一段193）
- 南屯キャンパス（台中市南屯区嶺東路）

### 台中科技大学学歌
中技校歌
玉山聳立雲天外 好似青年氣概
埋頭研究 專心學習 孜孜不倦
要國家富強 要商戰成雄
我們雙肩 責任多麼重 努力前進
台中學院光輝和玉山一樣高崇
- 中技校歌

台中科大学歌
玉山聳立雲天上　映著日月天地長
敬業樂群　創新揚　務實至用
品德為綱　根深不怕風強
培育好棟樑　百年流芳　教澤孔長
臺中科大為國家創造榮光

## 組織
| 中護健康学部 | ■看護科及び大学院研究科（副学士課程、学士課程、修士課程、修士在職専門課程） | ■美容科及び大学院研究科（副学士課程、学士課程、修士課程） |
| 中護健康学部 | ■老人服務事業管理科（学士課程）                                             |                                                           |

| ビジネス学部 | ■国際貿易及び経営科（副学士課程、学士課程）                       | ■会計情報科及び大学院研究科（副学士課程、学士課程、修士課程、修士在職専門課程）  |
| ビジネス学部 | ■保険金融管理科及び大学院研究科（副学士課程、学士課程、修士課程） | ■ 企業管理科及び大学院研究科（副学士課程、学士課程、修士課程、修士在職専門課程） |
| ビジネス学部 | ■財政税務科（学士課程、租税管理及び財テク計画.修士課程）          | ■財務金融科及び大学院研究科（学士課程、修士課程、修士在職専門課程）              |
| ビジネス学部 | ■レジャービジネス経営科（学士課程）                               | ■応用統計科（学士課程）                                                          |

| デザイン学部 | ■ビジネスデザイン科及び大学院研究科（学士課程、修士課程、修士在職専門課程） | ■マルチメディアデザイン科及び大学院研究科（学士課程、修士課程） |
| デザイン学部 | ■インテリアデザイ科及び大学院研究科（学士課程、修士課程）                   | ■クリエイティブプロダクトデザイン科（副学士課程、学士課程）     |

| 言語学部 | ■応用英語科（副学士課程、学士課程）                                 | ■応用中国語科（学士課程） |
| 言語学部 | ■応用日本語科（副学士課程、学士課程、日本市場及び商務策略修士課程） |                           |

| 情報と流通管理学部 | ■情報管理科及び大学院研究科（副学士課程、学士課程、修士課程、修士在職専門課程） | ■情報工程科及び大学院研究科（副学士課程、学士課程、修士課程） |
| 情報と流通管理学部 | ■流通管理科及び大学院研究科（学士課程、修士課程、修士在職専門課程）             | ■人工知能応用工程学士学位学程                                 |
| 情報と流通管理学部 | ■知能工程博士課程                                                               |                                                               |

| 知能產業学部 | ■商業経営科（学士課程） | ■知能生産工程科（学士課程） |

## 教員

### 台中科技大学学長
| 代   | 氏名       | 在任期間                       |
| ---- | ---------- | ------------------------------ |
| 初代 | 小豆沢英男 | 1919年6月1日-1921年4月5日      |
| 2代  | 柳沢久太郎 | 1921年4月5日-1922年5月19日     |
| 3代  | 国井清音   | 1922年5月19日-1925年4月30日    |
| 4代  | 山崎茂樹   | 1925年4月30日-1928年12月4日    |
| 5代  | 内田佳雄   | 1928年12月4日-1934年5月14日    |
| 6代  | 後藤義光   | 1934年5月14日-1937年4月2日     |
| 7代  | 田中恵一   | 1937年4月2日-1940年7月         |
| 8代  | 根来泰信   | 1940年7月-1941年11月1日        |
| 9代  | 光永美紀   | 1941年11月1日-1945年11月20日   |
| 代理 | 江文章     | 1945年11月20日－1946年2月1日   |
| 初代 | 江文章     | 1946年2月1日－1950年5月20日    |
| 2代  | 吳恭       | 1950年5月20日－1954年2月1日    |
| 3代  | 陳奇秀     | 1954年2月1日－1978年2月1日     |
| 4代  | 郁松年     | 1978年2月1日－1987年12月15日   |
| 5代  | 王紹楨     | 1987年12月15日－1996年12月16日 |
| 6代  | 阮大年     | 1997年1月13日－2007年6月30日   |
| 7代  | 李淙柏     | 2007年7月1日－2015年7月31日    |
| 8代  | 謝俊宏     | 2015年8月1日－2023年7月31日    |
| 9代  | 陳同孝     | 2023年8月1日－現任             |

## スポーツ・サークル・伝統
- 陳柏全，華義Spider電競隊隊員
- 羅文裕，華義Spider電競隊隊員

## 主な出身者
- 小林経旺（元プロ野球選手）
- 島原輝夫（元プロ野球選手）
- 范逸臣（ミュージシャン・俳優）